# 郭敬之
郭敬之（667年—744年），字敬之，唐朝华州郑县（今陕西省渭南市华州区）人，祖籍并州太原。名将郭子仪的父亲。
郭敬之的玄祖父郭智，西魏郢州（今湖北省鍾祥市）刺史。郭敬之的高祖父郭進。郭敬之的曾祖父郭履球，隋朝金州（今陕西省安康市）司倉參軍。祖父郭昶，唐朝涼州（今甘肃省武威市）司法參軍。父郭通，美原縣尉。郭敬之歷任扶州（今四川省九寨沟县）、渭州（今甘肃省陇西县）、吉州（今江西省吉水县）、憲州（今山西省娄烦县）、綏州（今陕西省绥德县）、桂州（今广西桂林市）、寿州（今安徽省寿县）、泗州（今江苏省宿迁市）刺史。后来因为儿子郭子仪显贵，赠太保，追封祁国公，一作岐国公。元和十五年（820年）正月，唐穆宗嗣位。唐穆宗的母亲郭太后，是郭子仪的孙女，郭敬之的曾孙女，穆宗追赠郭敬之为太傅，太后父驸马都尉郭暧赠太尉，母虢国大长公主赠齐国大长公主，太后兄司农卿郭钊为刑部尚书、郭鏦为金吾大将军。

## 儿子
- 郭子琇
- 郭子儀，尚父
- 郭子雲，左領軍將軍
- 郭子，渭北節度使、檢校右僕射
- 郭子瑛，延州司法參軍
- 郭子珪
- 郭幼賢，副都護
- 郭幼儒，成都少尹
- 郭幼明，少府監、太原公，檢校左僕射、磧西節度使郭昕之父
- 郭幼沖，太子詹事
- 郭幼謙